# Мутинус собачий
Мутинус собачий (лат. Mutinus caninus) — сапробиотический вид базидиомицетовых грибов (Basidiomycota) семейства весёлковых (Phallaceae). Типовой вид рода мутинусов. Этот гриб растёт в июле-октябре. Когда гриб ещё в яйцевой оболочке, он съедобен.

## Биологическое описание

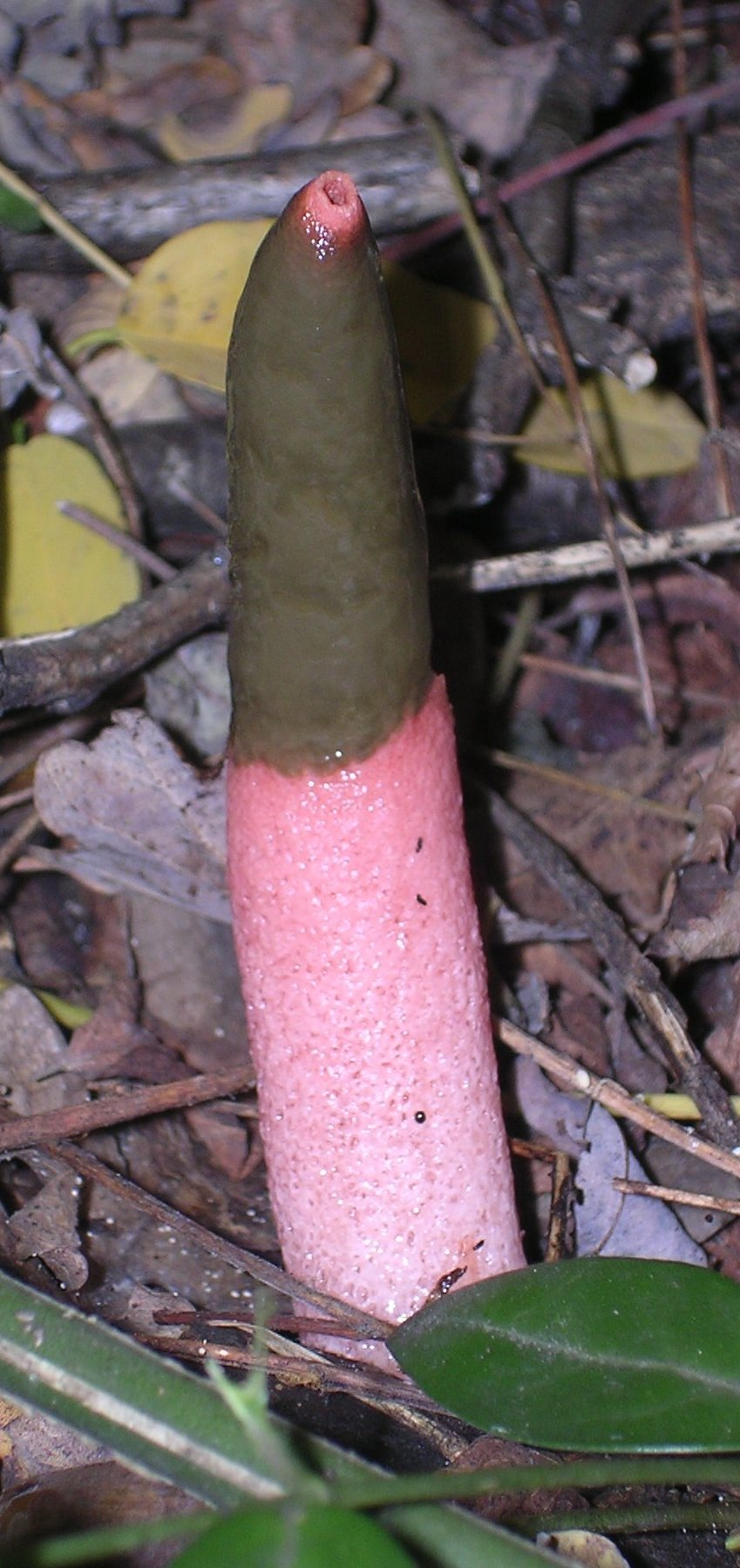

Молодое плодовое тело собачьего мутинуса в диаметре 2—3 см, имеет белую, иногда слегка розоватую окраску и овальную или яйцеобразную, реже удлинённую форму. Зрелое плодовое тело в длину 8—18 см и в диаметре 1—1,5 см. Передний при созревании разрывается на вершине на второй или третьей лопасти и сохраняется у основания плодового тела. Рецептакул цилиндрический в высоту 5,5—12 см и толщиной 0,4—1 см, полый, губчатый, на вершине заострённый, розовый или бледно-красновато-оранжевый. Верхушка мутинуса бледно-красная, без шляпки, её покрывает ячеистая тёмная, оливково-зелёная глеба (внутренняя часть плодового тела) с неприятным запахом. Споры эллипсоидальные или широко-эллипсоидальные, длиной 3,5—6 μm и шириной 1,5—2,2 μm.

## Экология и распространение
Географически встречается в Европе и Северной Америке. Растёт на земле маленькими группами, иногда поодиночке в хвойных лесах, обычно вблизи гнилых валежин и пней, также может расти на мульче, древесных опилках и на гниющей древесине.
Стоит насекомому обглодать глебу, верхушка плодового тела становится оранжевой и затем всё плодовое тело быстрее начнёт разлагаться; спустя три или четыре дня от гриба не остаётся ничего.